# Electric Joy
Electric Joy è il terzo album in studio del chitarrista statunitense Richie Kotzen, pubblicato nel 1991. 

## Tracce
Musiche di Richie Kotzen.
1. B Funk – 4:18
2. Electric Toy – 5:03
3. Shufina – 5:03
4. Acid Lips – 4:47
5. Slow Blues – 4:22
6. High Wire – 5:42
7. Dr. Glee – 4:15
8. Hot Rails – 3:37
9. The Deece Song – 5:13

## Formazione
- Richie Kotzen – chitarra, basso, campane tubolari, arrangiamento, ingegneria del suono, missaggio, produzione
- Atma Anur – batteria, percussioni